# 楚辞目录
这是一部包含在《诗经》选集之一《楚辞》——又叫《南方歌》《楚歌》——中的章节和个人作品的列表。《楚辞》传统意义上被认为是战国时期屈原、宋玉所作，从战国时期，虽然大约一半的诗歌似乎是数个世纪后的汉朝年间所作。传统版本的《楚辞》包含17个主要章节，由公元2世纪汉顺帝侍中王逸编辑。《楚辞》和《诗经》一同组成了先秦中国诗的主要来源。

## 离骚
《离骚》是《楚辞》收录的作品中最著名的之一。它主要是一个看似自传的材料，主题关于屈原和楚王之间的关系。虽然经常被解释为政治寓言，但这首长诗的其他方面似乎指的是来源于楚文化的宗教和神话主题。中文：《离骚》。一章。

## 九歌
虽然题为《九歌》，《九歌》实际上包括了11首彼此分离的部分或歌。这似乎代表了一些长江流域地区和其他地区的包括神祇存在和利用求爱过程寻求祝福的萨满教戏剧实践。中文：《九歌》。
诗歌的标题如下（英语翻译由霍克思所作）：
| 标准序列 | 英语翻译                                | 繁体中文 | 简体中文 |
| -------- | --------------------------------------- | -------- | -------- |
| 1        | The Great Unity, God of the Eastern Sky | 東皇太一   | 东皇太一 |
| 2        | The Lord within the Clouds              | 雲中君     | 云中君   |
| 3        | The Goddess of the Xiang                | 湘君     | 湘君     |
| 4        | The Lady of the Xiang                   | 湘夫人   | 湘夫人   |
| 5        | The Greater Master of Fate              | 大司命   | 大司命   |
| 6        | The Lesser Master of Fate               | 少司命   | 少司命   |
| 7        | The Lord of the East                    | 君       | 东君     |
| 8        | The River Earl                          | 河伯     | 河伯     |
| 9        | The Mountain Spirit                     | 山鬼     | 山鬼     |
| 10       | Hymn to the Fallen                      |          | 国殇     |
| 11       | Honouring the Dead                      | 魂       | 礼魂     |

## 天问
《天问》以诗的形式，由向天问的总计172个问题组成。这些问题包括中国神话和古中国宗教信仰。答案没有说明。中文：天问。一章。

## 九章
《九章》由九章诗组成，其一为《哀郢》。“郢”是屈原家乡楚国的传统都城名，几乎与“楚”同意。但郢城和楚国全境都在秦国扩张下遭到厄运，秦国最终统一中国而消灭了其他独立政权，包括楚国，故“哀”。中文：九章。
| 标准序列 | 英语翻译                       | 繁体中文 | 简体中文 |
| -------- | ------------------------------ | -------- | -------- |
| 1        | Grieving I Make My Plaint      | 惜       | 惜诵     |
| 2        | Crossing the River             | 涉江     | 涉江     |
| 3        | A Lament for Ying              | 哀郢     | 哀郢     |
| 4        | The Outpouring of Sad Thoughts | 抽思     | 抽思     |
| 5        | Embracing Sand                 | 沙       | 怀沙     |
| 6        | Thinking of a Fair One         | 思美人   | 思美人   |
| 7        | Alas for the Days Gone By      | 昔往日   | 昔往日   |
| 8        | In Praise of the Orange-Tree   |          | 橘颂     |
| 9        | Grieving at the Eddying Wind   | 悲回風     | 悲回风   |

注意到第1、6、7、9章诗实际上最初没有标题；它们是为了方便用诗首的少数词命名的。英语标题是基于霍克思的翻译。

## 远游
远游。一章。

## 卜居
卜居。一章，混合诗歌与散文。

## 渔父
渔父。一章，混合诗歌与散文。

## 九辩
九辩，宋玉所作。单个作品数不详。无单独标题。

## 招魂
招魂。一章。

## 大招
大招。一章。

## 惜誓
中文：惜誓。一章，有跋诗。

## 招隐士
中文：招隐士。一章。

## 七谏
中文：七谏。七章，加跋诗。
1. 《初放》
2. 《沉江》
3. 《怨世》
4. 《怨思》
5. 《自悲》
6. 《哀命》
7. 《谬谏》
8. 跋诗

## 哀时命
中文：哀时命。一章。

## 九怀
汉宣帝年间王褒所作。中文：九怀，加跋诗。
1. 《匡机》
2. 《通路》
3. 《危俊》
4. 《昭世》
5. 《尊嘉》
6. 《蓄英》
7. 《思忠》
8. 《陶壅》
9. 《株昭》
10. 跋诗

## 九叹
刘向（公元前77年—公元前6年）所作。中文：九歎。九章，每章包括一个最终的“叹”，题为《怨思》：
- 1.《逢纷》
- 2.《离世》
- 3.《怨思》
- 4.《远逝》
- 5.《惜贤》
- 6.《忧苦》
- 7.《愍命》
- 8.《思古》
- 9.《远游》

## 九思
汉朝文学馆员、编辑、《楚辞》注释家王逸所作。中文：九思。九章，有跋诗。
1. 《逢尤》
2. 《怨上》
3. 《疾世》
4. 《悯上》
5. 《遭厄》
6. 《悼乱》
7. 《伤时》
8. 《哀岁》
9. 《守志》
10. 跋诗